# Квас (напитка)
Квас е източнославянска и балтийска национална слабоалкохолна напитка, получена на базата на ферментация на дрожди. Представлява мътна течност със светлокафяв цвят и сладко-кисел вкус. Има приятен и освежаващ вкус. Понякога се съчетава с плодове, билки или мед. Да не се бърка с традиционния набухвател квас.
Квасът произхожда от североизточна Европа, където се предполага, че реколтите на зърнените култури са били недостатъчни, за да превърнат бирата във всекидневна напитка. Първият писмен източник, споменаващ кваса, е Начална руска летопис - в частта, описваща празненството по случай кръщението на Владимир I през 996 г.

## Терминология
Думата квас е произлязла от Индоевропейски праезик, а именно *kwh₂et- (да вкисна).

## Свойства на напитката
В кваса се съдържат много витамин B1 и витамин Е, които обуславят полезните му свойства. Съдържанието на алкохол е от 0,7% до 2,6 %. Не се препоръчва да се употребява от болни от цироза, гастрит или високо кръвно налягане.
Утолява жаждата благодарение на съдържащата се в него млечна и отчасти оцетна киселина; има висока енергетична стойност, а наличието на въглероден диоксид обуславя повишаването на апетита и по-лесното усвояване на храната. Квасът може да се използва и като храна – в гладните години той е спасявал хората от смърт.

## Начин на приготвяне
Квас се прави от различни видове брашно или хляб и вода. Представлява продукт на млечно-киселата или спиртната ферментация на скорбялата, съдържаща се в изходните продукти.
Квас е лесно да се приготви и в домашни условия. Тогава се използват главно дрожди или сухари и захар. За подобряване на вкуса често се добавят ягоди, стафиди, хмел, круши и др.